# Marinus van der Maarel

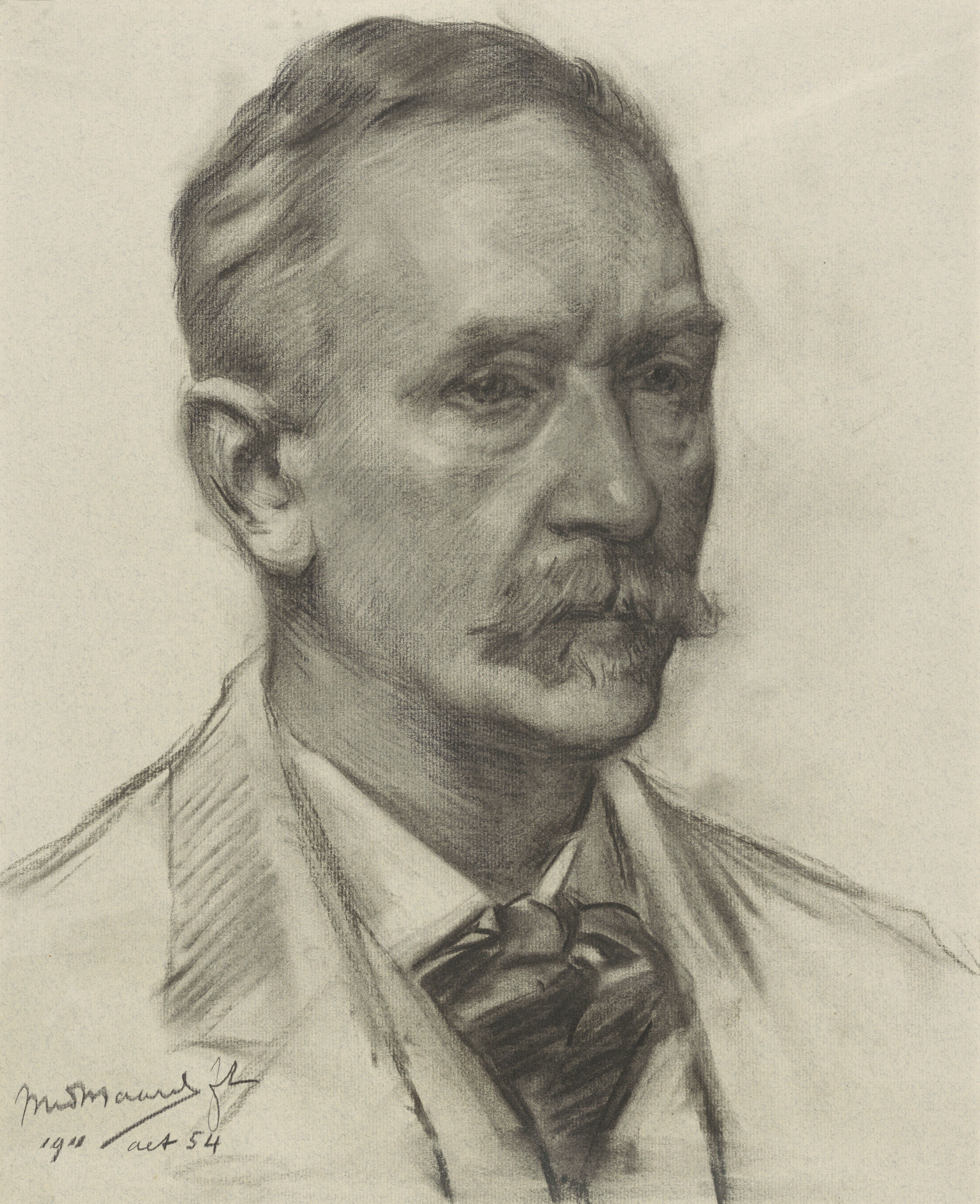
Marinus van der Maarel (Selbstporträt von 1911)

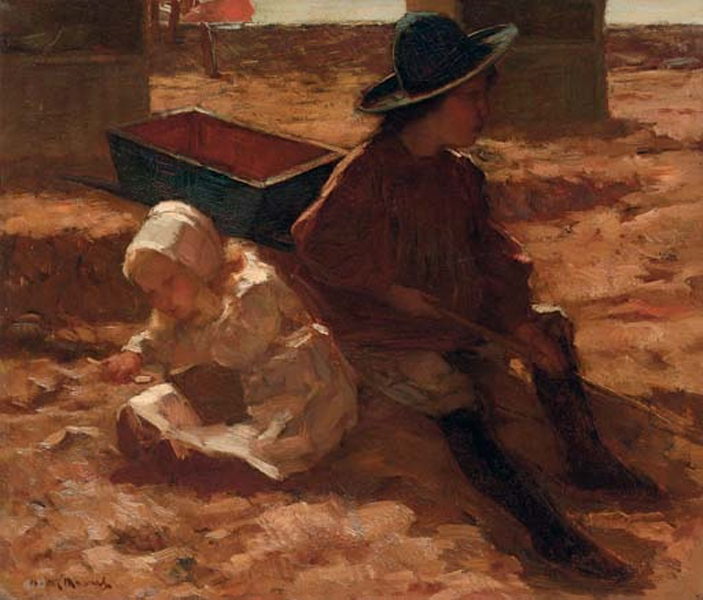
Kinder spielen am Strand

Marinus van der Maarel (* 1. September 1857 in Den Haag; † 17. März 1921 ebenda) war ein niederländischer Maler, Grafiker, Radierer und Zeichner.

## Leben und Werk
Marinus van der Maarel studierte an der Koninklijke Academie van Beeldende Kunsten in Den Haag bei Antonie Franciscus Dona (1802–1877) und dann bei Willem Maris und Johan Michaël Schmidt Crans (1830–1907).
Er lebte und arbeitete in Den Haag, danach ab 1901 in Amsterdam und später wieder in Den Haag.
Er malte, zeichnete und ätzte Stillleben, Porträts und Genreszenen. 1897 erhielt er den königlichen Preis für freie Malerei.
Marinus van der Maarel war Mitglied von „Arti et Amicitiae“ in Amsterdam.
Er nahm an Ausstellungen in Amsterdam, Den Haag und anderen Städten teil.